# Škrlatica
Škrlatica, kdysi nazývaná také Suhi plaz (suchá lavina), je hora ve Slovinsku, v Julských Alpách. S výškou 2740 m n. m. je po Triglavu druhou nejvyšší horou Slovinska a po Triglavu a Jôf di Montasio třetí nejvyšší horou Julských Alp.

## Název
Název hory je odvozen od slovinského slova škrlat, souvisejícího se šarlatovou barvou, do které se barví jeho strmé severozápadní stěny ve světle zapadajícího slunce.

## Prvovýstup
První zaznamenaný výstup uskutečnil 24. srpna 1880 z jižní strany slovinský horolezec, spisovatel a botanik Julius Kugy, doprovázený horským vůdcem Andrejem Komacem a lovcem Matijou Kravanjou.